# Kip Pardue
Kevin Ian 'Kip' Pardue (Atlanta, 23 september 1975) is een Amerikaans acteur en model.

## Biografie
Pardue doorliep de high school aan de Dunwoody High School in Atlanta waar hij in 1994 zijn diploma haalde. Hierna studeerde hij in 1998 af in economie aan de Yale-universiteit in New Haven (Connecticut). Tijdens zijn studietijd was hij actief in American football en honkbal. Na het afstuderen verhuisde hij naar het westen van Amerika waar hij zijn carrière begon als model bij Abercrombie & Fitch, Polo by Ralph Lauren en Armani.
Pardue begon in 1999 met acteren in de televisieserie 7th Heaven, waarna hij nog meerdere rollen speelde in televisieseries en films.

## Filmografie

### Films
Selectie:
- 2016 American Fable - als Abe
- 2011 Hostel: Part III – als Carter McMullen
- 2008 Princess – als William Humphries
- 2004 Imaginary Heroes – als Matt Travis
- 2003 Devil's Pond – als Mitch
- 2003 Thirteen – als Luke
- 2001 Driven – als Jimmy Bly
- 2000 Remember the Titans – als Ronnie Bass
- 2000 Whatever It Takes – als Harris
- 1999 But I'm a Cheerleader – als Clayton

### Televisieseries
Uitgezonderd eenmalige gastrollen.
- 2017-2018 Runaways - als Frank Dean - 23 afl.
- 2017-2018 NCIS: Los Angeles - als Michael Silva - 2 afl.
- 2014 Ray Donovan - als FBI-agent Volchek - 5 afl.
- 2013 Mad Men – als Tim Jablonski – 2 afl.
- 2006-2007 ER – als Ben Parker – 6 afl.

- Bibliothèque nationale de France: cb150386033 (data)
- Gemeinsame Normdatei: 113758470X
- International Standard Name Identifier: 0000 0001 1450 2173
- Library of Congress Control Number: no2003054882
- MusicBrainz: bd817415-5839-4b6f-9348-46182771761d
- Nationale Bibliotheek van Tsjechië: pna2006322543
- Système universitaire de documentation: 108945731
- Virtual International Authority File: 85095519
- WorldCat: E39PBJvMBrX6YTP4HyfyWk6tKd